# 초이 나들목
초이 나들목(Choi IC)은 경기도 하남시 초이동에 설치된 세종포천고속도로의 21번 교차로(나들목)이다.

## 역사
- 2016년 12월 9일 : 나들목 신설을 위해 하남시 도시계획시설 교통광장에 초이동 일원을 초이 나들목을 고시[1]
- 2018년 5월 4일 : 안성 ~ 구리 10~14공구 구간 세부설계 변경으로 인해 교통광장 규모 변경[2]
- 2025년 1월 1일 : 세종포천고속도로 남안성 ~ 남구리 구간 개통과 함께 통행 개시[3]

## 구조물 정보
- 위치 : 경기도 하남시 초이동

## 접속하는 도로
- 감초로 (감일 ~ 초이 광역도로)
- 감초로216번길
- 스타필드 하남